# Szanszára (buddhizmus)
A szanszára (páli, szanszkrit) buddhista fogalom, amely szó szerint "folyamatos mozgást" jelent, magyar fordítása "létforgatag", "létkerék" stb. A buddhizmusban a szanszára a folyamatosan ismétlődő születések és halálok sorozata, amely a közönséges lények énhez és tapasztaláshoz való ragaszkodásából és berögzüléseiből fakad. 
A kifejezés elsősorban a hat érzéki vágy birodalmában való folyamatos újjászületést és létezést jelenti, amelyeket fizikai vagy pszichológiai birodalomként értelmeznek és amelyeknek jellemző fájdalmaik vannak. Szanszára az avidjából, azaz a nem-tudásból ered és jellemzője a dukkha, azaz a szenvedés, az aggodalom és az elégedetlenség. A buddhista nézet szerint a létforgatagtól való megszabadulás lehetséges, amennyiben valaki követi a buddhista ösvényt.

## Létbirodalmak
A buddhista kozmológia hat létsíkot különböztet meg az érzéki vágyak birodalmán belül: istenek, félistenek, emberek, állatok, éhesszellemek és pokollakók. Ezek a birodalmak érthetők pszichológiai állapotként is.
Ezt a hat birodalmat általában két darab hármas csoportra szokták osztani: a három magasabb birodalomba tartoznak az istenek, a félistenek és az emberek; az alsóbb birodalmakba tartozik a maradék három. A hat birodalmat a következőképpen lehet röviden jellemezni:
- Istenek világa: az istenek hosszú és örömteli életet élnek, azonban egész életüket jelentéktelen dolgokkal töltik és sohasem gondolnak a dharma gyakorlására. A haldoklás állapota teljesen felkészületlenül éri őket, anélkül, hogy észrevennék, hogy teljesen felélték a jó karmájukat (és amik miatt az istenek világába születtek) és ezután nagy szenvedés vár rájuk az alacsony birodalmakban.
- Félistenek világa: a félistenek majdnem olyan hosszú és örömteli életet élnek, mint az istenek, de ők az idejüket harcolással töltik egymás között vagy az istenek ellen. Az istenek elleni háborúban mindig veszítenek, mivel azok sokkal erősebbek. A félistenek szenvedését a folyamatos háborúzás (sebesülés és halál) és a irigység okozza.
- Emberek világa: az emberek szenvedését az éhezés, szomjúság, hőség, fázás, barátoktól való elválás, ellenségek támadása okozza, valamint az, hogy nem kapják meg, amit akarnak és olyan dolgokat kapnak, amiket nem szeretnének. Szenvednek a születés okozta általános szenvedéstől, öregedéstől, betegségektől és haláltól. Mégis az emberek világát tartják legalkalmasabbnak a dharma gyakorlására, mert az emberek figyelmét nem teljes mértékben kötik le az élvezetek (mint az istenek vagy félistenek esetében), a fájdalom és a szenvedés (mint az alsóbb birodalmak lakóit).
- Állatok világa: a vadállatok szenvedését más állatok támadása okozza és hogy megeszik egymást. Általánosan nézve egész életüket folyamatos rettegésben töltik. A háziállatokat kihasználják az emberek – például levágják őket mészárszéken, dolgoztatják őket, stb.
- Éhesszellemek világa: az éhesszellemek rendkívüli éhségben és szomjúságban élnek. Folyamatosan élelmet és folyadékot keresnek és frusztráltak bármikor a lehetőség közelébe kerülnek, hogy megkapják, amit akarnak. Például a messzeségben tiszta vizet látnak, de mire odaérnek a víz felszárad. Az éhesszellemeknek hatalmas hasuk van és hajszálvékony nyakuk. A ritka alkalmakkor, amikor találnak némi fogyasztani valót az étel vagy ital égeti őket, ahogy halad a hasukban lefelé, ami gyötrődést okoz számukra.
- Pokollakók világa: a poklok lakói elképzelhetetlen fájdalmakon mennek keresztül eon-nyi időkön keresztül. 18-féle pokol létezik és mindegyikhez egy jellemző fájdalom tartozik. A forró poklokban a lakók elviselhetetlen forróságot éreznek és egyéb kínzásokat. A hideg pokol lakói a hatalmas hidegtől szenvednek.

## Jellemzői
A szanszára jellemzői a következők:
- dukkha (szenvedés)
- aniccsa (állandótlanság)
- anatta (személytelenség)
- kezdet nélkül: a buddhista nézet szerint az érző lények a szanszárában szenvednek elképzelhetetlenül sok ideje és ez is lesz a jövőben is, amíg el nem érik a nirvánát.[1]
- önmagát ismétlő: a szanszára önmagát ismétlő, megszokásokra épülő mintát mutat.

## Oka
A szanszára oka a nem-tudás (avidja) – hinni egy egyedülálló, mindentől függetlenül létező énben.

## Megszabadulás
A buddhista nézet szerint az élőlények megszabadulhatnak a szanszára örök körforgásától, ha követik a buddhista ösvényt. A 14. Dalai Láma szerint fontos, hogy megértsük a szanszára igaz természetét, ahhoz, hogy meg tudjunk szabadulni belőle. Ha megszabadulunk a szanszárából, akkor a nirvánába jutunk.